# Shawn Layden
Shawn Layden (* 25. června 1961) je americký manažer v oblasti videoherního průmyslu. V minulosti působil jako předseda SIE Worldwide Studios, prezident a generální ředitel Sony Interactive Entertainment America (SIEA) a výkonný viceprezident a provozní ředitel Sony Network Entertainment International (SNEI).

## Kariéra
Layden nastoupil do oddělení korporátní komunikace společnosti Sony v roce 1987 v Tokiu, kde několik let působil jako asistent pro komunikaci spoluzakladatele Sony Akia Mority. Později řídil mezinárodní vývoj softwaru v londýnském studiu Sony Computer Entertainment až do roku 1999, kdy se stal viceprezidentem společnosti Sony Computer Entertainment Europe (SCEE). Po téměř devíti letech se v říjnu 2007 stal prezidentem Sony Computer Entertainment Japan, kde působil do března 2010.
V roce 2010 byl jedním ze zakládajících členů Sony Network Entertainment International, kde zastával funkci výkonného viceprezidenta a provozního ředitele.
V dubnu 2014 nahradil Jacka Trettona ve funkci prezidenta a generálního ředitele Sony Computer Entertainment America, poté co Tretton v předchozím měsíci odstoupil po vzájemné dohodě se společností o neprodloužení smlouvy.
Jako prezident se Layden zúčastnil konferencí Sony na veletrhu E3 v letech 2014 až 2018.

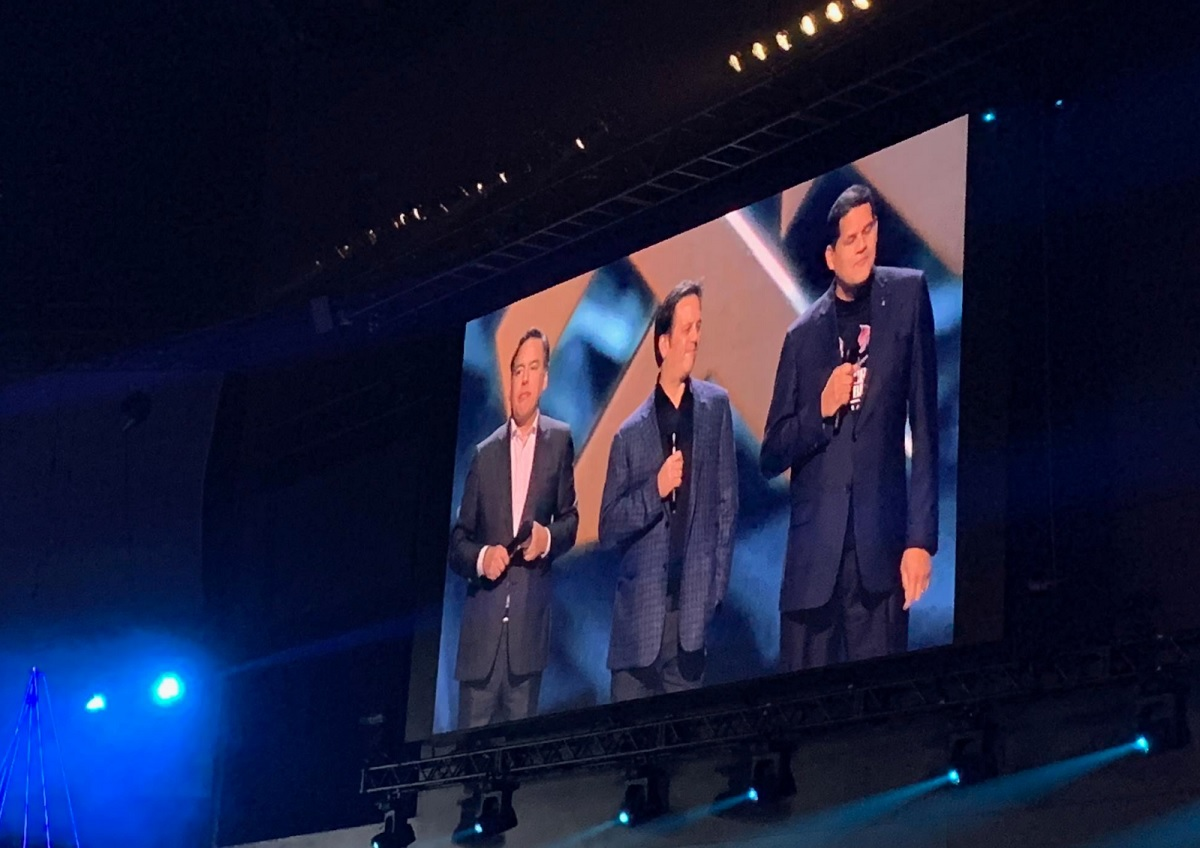
Shawn Layden, Phil Spencer a Reggie Fils-Aimé na udílení cen The Game Awards 2018

V březnu 2018 se jeho role změnila a začal se soustředit výhradně na vedení Worldwide Studios, s cílem „poskytovat obsah definující platformu, který pomáhá růstu SIE“.
Společnost Sony oznámila 30. září 2019, že Layden odstupuje z pozice předsedy SIE Worldwide Studios. V té době někteří novináři spekulovali, že důvodem mohl být mocenský spor s prezidentem SIE Jimem Ryanem ohledně další restrukturalizace a globalizace společnosti. V září 2021 však Layden uvedl, že odešel kvůli vyčerpání, a že považoval uvedení konzole PlayStation 5 za vhodný okamžik pro uzavření své profesní etapy.
V září 2022 oznámil, že se připojil ke společnosti Tencent Games jako strategický poradce..

## Osobní život
Layden absolvoval v roce 1983 University of Notre Dame a získal titul Bachelor of Arts v oboru amerických studií. Hovoří plynně japonsky.